# Cozzuoliphyseter
Cozzuoliphyseter es un género extinto de cachalotes del Mioceno encontrado en formaciones geológicas de las costas este y oeste de Suramérica.